# Droga wojewódzka 362
Die Droga wojewódzka 362 (DW 362) ist eine 22 Kilometer lange Droga wojewódzka (Woiwodschaftsstraße) in der polnischen Woiwodschaft Niederschlesien, die Kąty Wrocławskie mit Wrocław verbindet. Die Strecke liegt im Powiat Wrocławski und in der kreisfreien Stadt Wrocław.

## Streckenverlauf
Woiwodschaft Niederschlesien, Powiat Wrocławski
-  Kąty Wrocławskie (Kanth) (DK 30, DW 364)
- Wszemiłowice
- Stoszyce
- Romnów
- Skałka
- Samotwór (Romberg)

Woiwodschaft Niederschlesien, Kreisfreie Stadt Wrocław
-  Wrocław (Breslau) (A 4, A 8, S 5, S 8, DK 5, DK 35, DK 94, DK 98, DW 320, DW 322, DW 327, DW 336, DW 337, DW 342, DW 347, DW 349, DW 356, DW 359, DW 395, DW 452, DW 453, DW 455)